# Fernando Romeo Lucas García

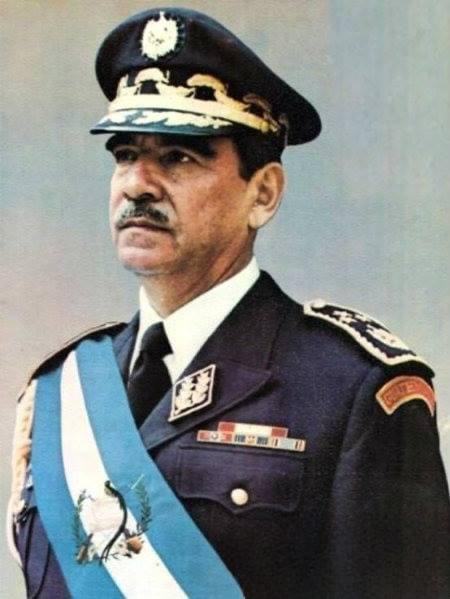
Fernando Romeo Lucas García

Fernando Romeo Lucas García (* 4. Juli 1924 in San Juan Chamelco, Alta Verapaz; † 27. Mai 2006 in Puerto La Cruz, Anzoátegui, Venezuela) war ein guatemaltekischer General und Politiker und von 1978 bis 1982 Präsident von Guatemala.
1947 trat er als Kadett in den Militärdienst und stieg bis 1973 zum Brigadegeneral auf. Zwischen 1958 und 1963 vertrat Lucas García Alta Verapaz im Kongress. Schließlich wurde er Chef des Armeestabes und Verteidigungsminister.
Bei der Präsidentschaftswahl vom 5. März 1978 erreichte Lucas García mehr Stimmen als die beiden Gegenkandidaten General Ricardo Peralta Méndez und Oberst Enrique Peralta Azurdia. Allerdings führten eine niedrige Wahlbeteiligung und Einschüchterungsversuche der Anhänger von Peralta Azurdias extremrechten Nationalen Befreiungsbewegung dazu, dass Lucas García der klare Wahlsieg bestritten wurde. Tatsächlich blieben nahezu 60 Prozent der registrierten Wahlberechtigten der Stimmabgabe fern und weitere 20 Prozent bezeichneten ihre Stimmabgabe als Zeichen des Protestes. Nach einer verzögerten Bekanntgabe des endgültigen Wahlergebnisses warfen sich schließlich alle drei Kandidaten Wahlbetrug vor. Peralta Azurdia besetzte anschließend mit 250 bewaffneten Unterstützern die Büros des Wahlrates, verließ diese aber nach dem Eintreffen von Armee- und Polizeieinheiten. Drei Tage nach der Wahl erklärte der Wahlrat schließlich, dass keiner der drei Kandidaten die von der Verfassung geforderte 50-Prozent-Mehrheit erreicht und der Kongress über die Präsidentschaft zu entscheiden hätte. Trotz weiteren Wahlbetrugsvorwürfen durch Peralta Méndez und Peralta Azurdia und Drohungen gegenüber dem Wahlrat durch die Anhänger Peralta Azurdias entschied der Kongress, dass Lucas García der Kandidat mit den meisten abgegebenen Wählerstimmen sei. Als Kandidat einer breiten Front erhielt er auch die Unterstützung der Armeeführung und der ausscheidenden Regierung von General Kjell Eugenio Laugerud García, dem er am 1. Juli 1978 im Amt folgte.
Eine kleine, nach der Wahl von 1982 ausgebrochene Meinungsverschiedenheit führte dazu, dass Lucas García einige Monate vor dem Ende seiner Amtszeit (30. Juni 1982) durch einen Staatsstreich von General Efraín Ríos Montt am 23. März 1982 gestürzt wurde.
Der an der Alzheimer-Krankheit leidende Lucas García starb 2006 im venezolanischen Exil.